# Dieter Jung (escrime)
Pour les articles homonymes, voir Jung.
 (février 2020).
Dieter Jung (né le 10 octobre 1940 à Wurtzbourg) est un escrimeur allemand.

## Carrière
Jung commence l'escrime à l'âge de dix ans. Sa tante Mary Jung est une escrimeuse et entraîneuse aux Würzburg Kickers, une autre tante est cinq fois championne d'Allemagne avec la section de hockey des Kickers. Parallèlement à l'escrime, Jung est également membre de la société d'aviron bavaroise.
En 1960, Jung termine septième aux Championnats du monde juniors. En 1966, 1967 et 1970, Jung est champion individuel d'Allemagne à l'épée, ; de plus il remporte plusieurs championnats bavarois en simple et avec l'équipe des Kickers. Il est ensuite membre du MTV Stuttgart.
Au niveau international, Jung participe à plusieurs championnats du monde et deux fois aux Jeux Olympiques : 1968 à Mexico et 1972 à Munich. Aux Jeux de Mexico en 1968, l'équipe masculine d'épée avec Jung, Franz Rompza, Fritz Zimmermann, Max Geuter et Paul Gnaier rate de peu une médaille et termine quatrième. En 1972, Jung ne participe pas à l'épreuve individuelle, mais fait partie de l'équipe d'épée (Reinhold Behr, Hans-Jürgen Hehn, Harald Hein, Jung et Geuter), qui est éliminée au premier tour avec deux victoires et une défaite.